# José Ingenieros (Buenos Aires)
José Ingenieros es una localidad del sur del partido de Tres de Febrero, en la Zona Oeste del Gran Buenos Aires, provincia de Buenos Aires en Argentina. Limita con la parte más occidental de la Capital Federal (Av. Gral. Paz y Av. Francisco Beiró). 

## Toponimia
José Ingenieros era médico y uno de los pensadores argentinos más influyentes del siglo XX.
El área era conocida primeramente como kilómetro 2 pero en 1925 pocos días después del fallecimiento del ilustre médico, esta localidad lleva su actual denominación como homenaje y por decisión de los vecinos del lugar quienes proponen a su hija el permiso correspondiente para darle el nombre a la villa, el cual ya contaba con una calle con ese nombre. 

## Historia
A comienzos del siglo XX las tierras de la localidad formaban parte de la quinta de Catalina V. de Valerga y de Juan Cossicot, quienes luego fraccionan las tierras para venderlas. En los comienzos se establecieron tambos y huertas para satisfacer la creciente población de Buenos Aires.
Como con la mayoría de las localidades del conurbano bonaerense, la llegada del tren fue un hito muy importante. En el año 1910 llega hasta la zona un ramal, que unía los ferrocarriles del Oeste (luego Domingo F. Sarmiento) con el Pacífico (luego General San Martín). Estas vías fueron durante un buen tiempo el único medio de comunicación. Pronto se abrió una estación, la que se conoció como "kilómetro 2", nombre que llevaría el poblado hasta que se resolvió el cambio de nombre. 
Estas tierras se encontraban muy próximas a la Capital Federal y pronto serían un punto muy apreciable para la construcción de una villa. Esto fue visto así por Vicente Casullo (propietario) y Aquilino Carlos Jacinto Colombo (inmobiliario), quienes comienzan a lotear la zona. En enero de 1924 surge el primer loteo, y junto con ellos las primeras fábricas de ladrillos de la zona; los ladrillos eran un típico regalo que venía con la adquisición del lote. La tarea de trazado de las calles es encomendada a Ángel Parodi, y el mismo año ya se realizaron dos remates más. Un año más tarde, solicitaron permiso a la hija de José Ingenieros para dar el nombre de su padre a la localidad.
En 1926 se instala la primera comisaría, y 5 años más tarde llegaría la estafeta postal. El poblado fue creciendo rápidamente en importancia, y en 1935 contaba con su primera calle pavimentada: Casullo (hoy calle José Ingenieros). 
El ramal del ferrocarril fue levantado, y durante mucho tiempo los terrenos de su traza quedaron como zona baldía y descuidada, a cuya vera existía un zanjón. Posteriormente este fue entubado y pavimentadas ambas calles laterales, desde la Av. General Paz -límite con la Capital Federal- hasta la avenida Alvear, sobre la cual limita un campo de golf (Club San Martín) y el estadio de fútbol del Club Almagro. Tal zona baldía fue posteriormente parquizada, transformándose en el Paseo de los Granaderos en 1977, el cual constituye la más importante vía de acceso al Partido de Tres de Febrero desde la Ciudad Autónoma de Buenos Aires (Capital Federal).

## Geografía

### Límites
Según ordenanza municipal 2096/89, sus límites son:
(238) M.T. de Alvear, (222) San Ignacio, (271), (273) Besares, (212) Dardo Rocha, (274) Gral. Julio A. Roca, Avda. Gral. Paz, (322) Rotarismo Argentino. 
Los números entre paréntesis corresponden a la identificación de las calles de acuerdo a la nomenclatura del Partido de Tres de Febrero. José Ingenieros tiene una superficie de 0,7 km²

## Clima
El clima es pampeano. Presenta veranos cálidos-calurosos e inviernos frescos, precipitaciones suficientes y en algunas ocasiones fuertes generando inundaciones; y vientos predominantes del este y del noreste, como en el resto de la parte noreste de la provincia de Buenos Aires.
| Parámetros climáticos promedio de José Ingenieros, BA | Parámetros climáticos promedio de José Ingenieros, BA | Parámetros climáticos promedio de José Ingenieros, BA | Parámetros climáticos promedio de José Ingenieros, BA | Parámetros climáticos promedio de José Ingenieros, BA | Parámetros climáticos promedio de José Ingenieros, BA | Parámetros climáticos promedio de José Ingenieros, BA | Parámetros climáticos promedio de José Ingenieros, BA | Parámetros climáticos promedio de José Ingenieros, BA | Parámetros climáticos promedio de José Ingenieros, BA | Parámetros climáticos promedio de José Ingenieros, BA | Parámetros climáticos promedio de José Ingenieros, BA | Parámetros climáticos promedio de José Ingenieros, BA | Parámetros climáticos promedio de José Ingenieros, BA |
| Mes                                                   | Ene.                                                  | Feb.                                                  | Mar.                                                  | Abr.                                                  | May.                                                  | Jun.                                                  | Jul.                                                  | Ago.                                                  | Sep.                                                  | Oct.                                                  | Nov.                                                  | Dic.                                                  | Anual                                                 |
| ----------------------------------------------------- | ----------------------------------------------------- | ----------------------------------------------------- | ----------------------------------------------------- | ----------------------------------------------------- | ----------------------------------------------------- | ----------------------------------------------------- | ----------------------------------------------------- | ----------------------------------------------------- | ----------------------------------------------------- | ----------------------------------------------------- | ----------------------------------------------------- | ----------------------------------------------------- | ----------------------------------------------------- |
| Temp. máx. abs. (°C)                                  | 40.7                                                  | 38.8                                                  | 38.1                                                  | 36.6                                                  | 31.4                                                  | 28.9                                                  | 30.3                                                  | 34.4                                                  | 35.6                                                  | 34.1                                                  | 37.1                                                  | 41.2                                                  | 41.2                                                  |
| Temp. máx. media (°C)                                 | 29.2                                                  | 28.4                                                  | 24.9                                                  | 20.7                                                  | 18.0                                                  | 14.3                                                  | 12.0                                                  | 15.1                                                  | 17.5                                                  | 21.7                                                  | 24.5                                                  | 28.5                                                  | 21.2                                                  |
| Temp. media (°C)                                      | 23.9                                                  | 22.8                                                  | 20.5                                                  | 16.4                                                  | 13.5                                                  | 10.2                                                  | 8.2                                                   | 10.7                                                  | 13.4                                                  | 16.9                                                  | 19.8                                                  | 23.5                                                  | 16.7                                                  |
| Temp. mín. media (°C)                                 | 18.7                                                  | 17.3                                                  | 16.1                                                  | 12.1                                                  | 9.1                                                   | 6.2                                                   | 4.5                                                   | 6.4                                                   | 9.3                                                   | 12.1                                                  | 15.2                                                  | 18.5                                                  | 12.1                                                  |
| Temp. mín. abs. (°C)                                  | 5.8                                                   | 4.2                                                   | 2.3                                                   | -2.5                                                  | -4.1                                                  | -5.6                                                  | -5.4                                                  | -4.4                                                  | -2.3                                                  | -1.8                                                  | 2.4                                                   | 4.1                                                   | -5.6                                                  |
| Precipitación total (mm)                              | 118.5                                                 | 116.9                                                 | 150.7                                                 | 107.2                                                 | 91.9                                                  | 50.3                                                  | 51.4                                                  | 59.9                                                  | 76.7                                                  | 138.1                                                 | 132.4                                                 | 104.3                                                 | 1198.3                                                |
| Días de precipitaciones (≥ )                          | 6                                                     | 8                                                     | 12                                                    | 10                                                    | 7                                                     | 7                                                     | 6                                                     | 7                                                     | 8                                                     | 9                                                     | 10                                                    | 6                                                     | 96                                                    |
| Horas de sol                                          | 270                                                   | 240                                                   | 190                                                   | 175                                                   | 170                                                   | 135                                                   | 140                                                   | 175                                                   | 180                                                   | 215                                                   | 255                                                   | 260                                                   | 2405                                                  |
| Humedad relativa (%)                                  | 65                                                    | 68                                                    | 71                                                    | 69                                                    | 75                                                    | 75                                                    | 70                                                    | 72                                                    | 79                                                    | 81                                                    | 73                                                    | 69                                                    | 72.3                                                  |
| Fuente: Servicio Meteorológico Nacional               |                                                       |                                                       |                                                       |                                                       |                                                       |                                                       |                                                       |                                                       |                                                       |                                                       |                                                       |                                                       |                                                       |

### Nevadas
Durante los días 6, 7 y 8 de julio de 2007, se produjo la entrada de una masa de aire frío polar, como consecuencia de esto el lunes 9 de julio, la presencia simultánea de aire muy frío, tanto en los niveles medios de la atmósfera como en la superficie, dio lugar a la ocurrencia de precipitación en forma de aguanieve y nieve conocida como nevadas extraordinarias en la Ciudad de Buenos Aires ya que esto ocurrió prácticamente en todo Buenos Aires y demás provincias. Fue la tercera vez en la que se tiene registro de una nevada en la localidad, las anteriores veces fueron en los años 1912 y 1918.

### Población
La superficie de la localidad es bastante pequeña, por lo que residían en ella sólo 8,208 habitantes (Indec, 2010), lo que la deja como la 13° localidad del partido con un 2,15% del mismo.

## Religión
Parroquias de la Iglesia Católica 
| Diócesis  | San Martín |
| --------- | ---------- |
| Parroquia | San Cristo |

Además, hay presencia de numerosas congregaciones protestantes en sus múltiples vertientes entre las que destaca la Iglesia Evangélica Asamblea Cristiana Dios es Amor, templo central zonal con varios servicios semanales y una asistencia de cientos de miembros.